# Комильфо (театр)
Театр мюзикла «Комильфо» — первый театр мюзикла на Украине.

## История
Дата создания театра совпадает с первой благотворительной постановкой «Notre Dame de Paris 2009» года, которая полностью шла на французском языке.

## Коллектив
Коллектив театра состоит из выпускников творческих ВУЗ-ов Киева: институт им. Карпенко-Карого, НАРККиИ, институт им. Р. Глиэра, консерватория, университет культуры. Средний возраст артистов от 22 до 27 лет, при этом они имеют опыт выступления на украинских и зарубежных сценах, в национальных шоу талантов, на телевидении, на всевозможных фестивалях, в том числе, на День Киева.
- Художественный руководитель — Станислава Лясота
- Директор театра — Дмитрий Забавский
- Сосоздатель театра — Анастасия Голубова
- Хореограф — Людмила Теплюк
- Помощница художественного руководителя - Иванна Попадин
- Помощник художественного руководителя — Сергей Губерначук
- Художник — Марина Гаргай
- Web-дизайнер — Иван Кузнецов (Даниил Шляхов — с 2008 по 2012 гг.)

## Репертуар
| Дата создания | Где проходила                                       | Постановка                             | Жанр                 |
| ------------- | --------------------------------------------------- | -------------------------------------- | -------------------- |
| 12.05.2009    | ЦТДЮ Соломенского района Киева, ДКиИ МВД г. Киев    | «Notre Dame de Paris»                  | мюзикл               |
| 18.11.2012    |                                                     | «Феерия мюзикла (Broadway Show (2014)» | мюзикл               |
| 2012          | ДКиИ МВД г. Киев                                    | «Бурлеск»                              | мюзикл               |
| 08.12.2014    | Киевский театр оперетты, Октябрьский Дворец Украины | «Мэрилин Монро. Образ затмивший жизнь» | мюзикл               |
| 10.06.2015    | Октябрьский дворец Украины                          | «Michael JACKSON Cover SHOW»           | концертная программа |

## Адрес
У театра нет своего помещения, детская группа театра репетирует в ЦДЮТ Оболонского района, а взрослая арендует различные помещения в Киеве. За все своё время работы коллектив театра выступал в ЦДЮТ Соломенского района, концерт-холле «Саливан Рум», Театре «Браво», ДК КИСИ, ЦК МВД Украины. На данный момент театр показывает свои шоу и мюзиклы в Октябрьском Дворце Украины в Киеве в сопровождении оркестра Lords of the Sounds.

## Интересные факты
- В 2013 году артисты Театра участвовали в телепередаче «ПростоШоу» на канале «1+1», выиграв супер-игру и победив оппонентов «всухую».
- Артистка театра Галина Шкода принимала участие в 2008 и 2009 годах в национальных молдавских отборочных турах на Евровидение. В 2008 году заняла 3-е место по общей сумме голосов и 1-е по баллам от телевизионного жюри.

## Галерея

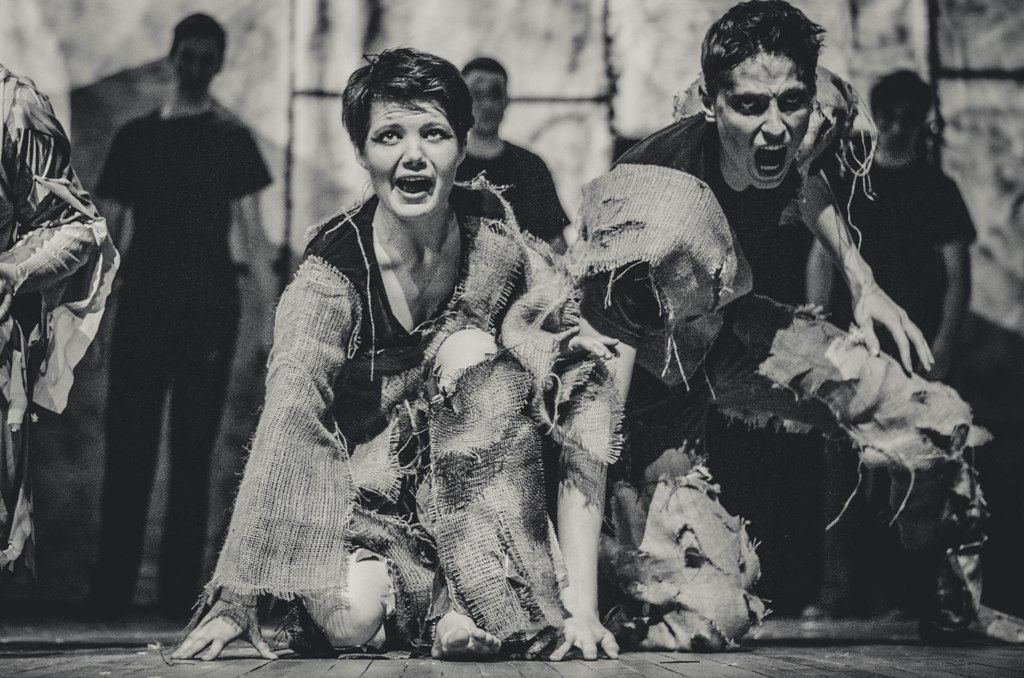
Мюзикл «Notre Dame de Paris».
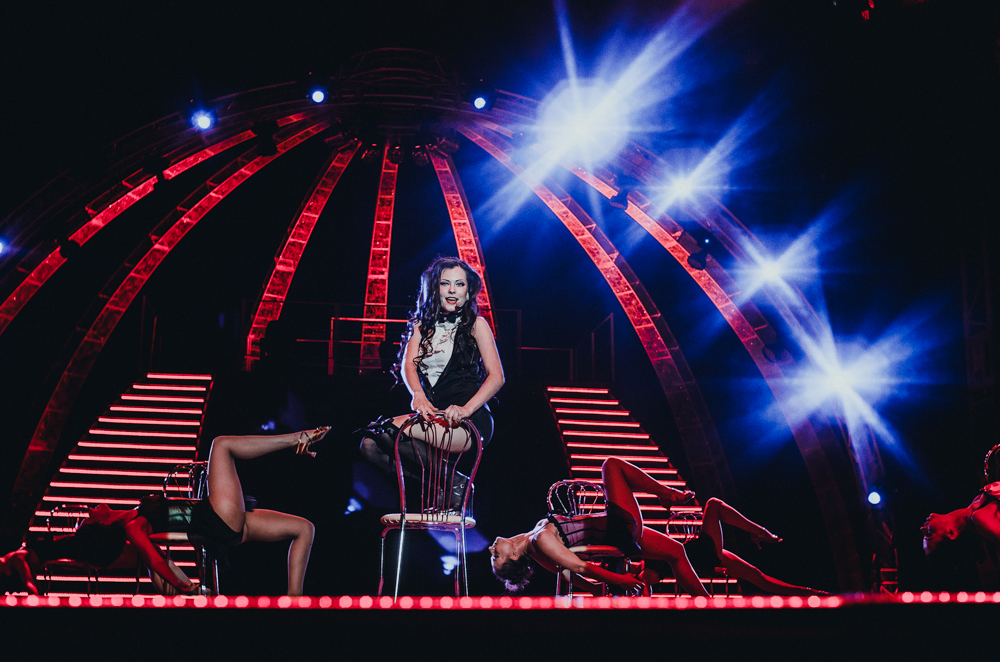
Фото Мэрилин Монро, мюзикл
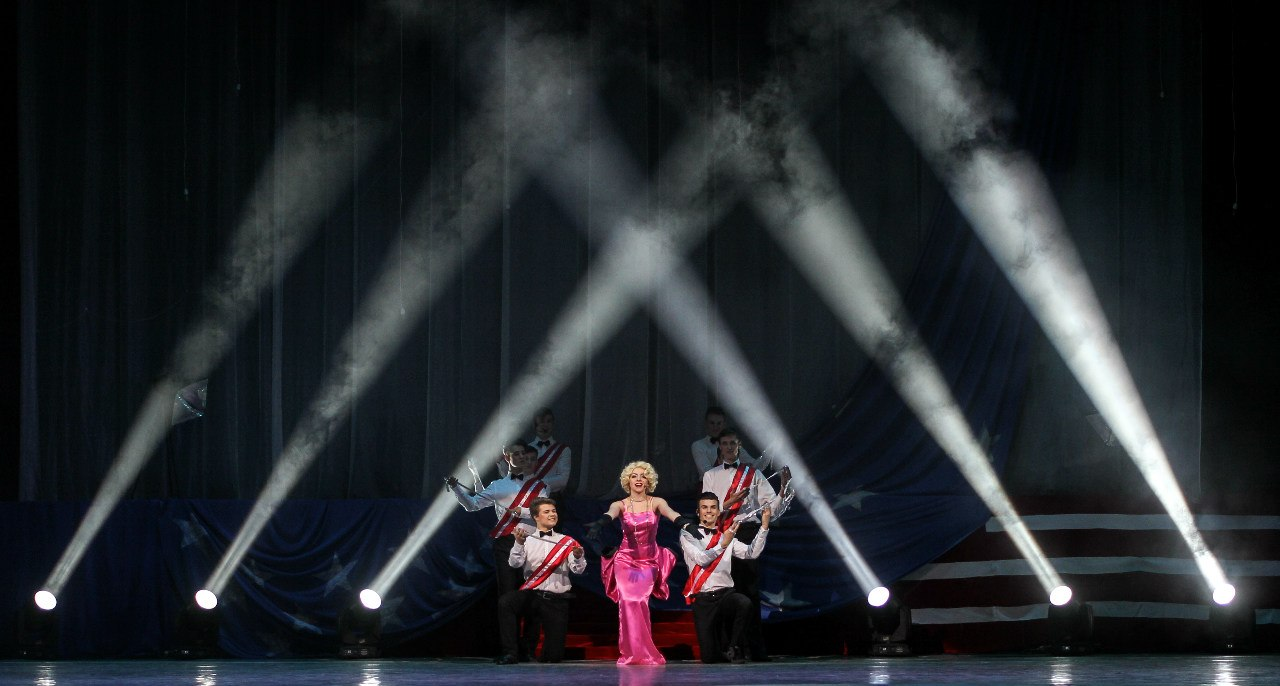
Фото Мэрилин Монро, мюзикл